# Grammia phyllira
Grammia phyllira är en fjärilsart som beskrevs av Dru Drury 1773. Grammia phyllira ingår i släktet Grammia och familjen björnspinnare. Inga underarter finns listade i Catalogue of Life.